# Jiří Knot
Jiří Knot (* 8. května 1949 Praha) je český herec a dabér. Je nejznámější především jako dabér v dětské pohádce Medvídek Pú.

## Filmografie
- 2024 ZOO
- 2022 Slunečná
- 2018 Po čem muži touží
- 2010 Ach, ty vraždy!
- 2009 Přešlapy
- 2009 Vyprávěj
- 2008 Dilino a čert
- 2008 Líbáš jako Bůh
- 2007 Poslední vlak
- 2007 Světla pasáže
- 2007 V hlavní roli
- 2006 Lojzička je číslo
- 2006 Obsluhoval jsem anglického krále
- 2006 Prachy dělaj člověka
- 2006 Swingtime
- 2005 Jasnovidec
- 2004 Josef a Ly
- 2003 Hitler: Vzestup zla
- 2002 Místo nahoře
- 2002 Útěk do Budína
- 2001 Duch český
- 2001 Politik a herečka
- 2001 Zázračné meče
- 2000 Princezna ze mlejna 2
- 2000 Gambit (TV film)
- 2000 Případy detektivní kanceláře Ostrozrak (TV seriál)
- 2000 To jsem z toho jelen (TV seriál)
- 1999 Červený Bedrník (TV film)
- 1999 Červený Bedrník: Královské výkupné (TV film)
- 1999 Muž s duchem (TV film)
- 1999 Neprůstřelná nevěra (televizní film)
- 1998 Dívka tvých snů
- 1998 Spravedlivý Bohumil
- 1997 Zdivočelá země
- 1996 Adventures of Young Indiana Jones: Travels with Father, The (video film)
- 1995 Mutters Courage
- 1995 Dreyfusova aféra (televizní seriál)
- 1994 Chacun pour toi
- 1994 Laskavý divák promine
- 1994 O zvířatech a lidech
- 1993 Konec básníků v Čechách
- 1992 Mladý Indiana Jones
- 1991 Hřbitov pro cizince
- 1991 Skládačka
- 1991 Uzavřený pavilón
- 1990 Drobné něžnosti
- 1990 Král kolonád
- 1989 Dobrodružství kriminalistiky
- 1989 O čarovné Laskonce
- 1989 Případ pro zvláštní skupinu
- 1988 Křivda
- 1987 Fantom opery
- 1986 Pan Pickwick
- 1986 Smrt krásných srnců
- 1985 Spící princ
- 1985 Vlak dětství a naděje
- 1984 Prodloužený čas
- 1984 Rozpuštěný a vypuštěný
- 1983 O spící princezně, šípkových růžích a uražené víle (TV film)
- 1983 O statečném kováři
- 1983 Straka v hrsti
- 1983 Tři veteráni
- 1982 Jak svět přichází o básníky
- 1981 Buldoci a třešně
- 1981 Evžen mezi námi
- 1981 Pozor, vizita!
- 1981 V podstatě jsme normální
- 1980 Cukrová bouda
- 1980 Okres na severu
- 1980 Vrchní, prchni
- 1978 Báječní muži s klikou
- 1978 Stříbrná pila ( TV seriál  )-1.dil, role kuchař v jídelním voze
- 1977 Stránky z deníku (TV film)
- 1977 Šestapadesát neomluvených hodin
- 1976 Den pro mou lásku